# Кирюшин, Евгений Александрович
Евгений Александрович Кирюшин (6 октября 1949, Красноярский район, Куйбышевская область, РСФСР, СССР — 6 ноября 2018, Москва, Россия) — испытатель аэрокосмических систем жизнеобеспечения и спасения Института медико-биологических проблем РАН, Герой Российской Федерации (1997).

## Биография
Родился 6 октября 1949 года в деревне Потаповка Красноярского района Куйбышевской области, в семье крестьянина. Русский. Окончил школу, планировал поступать в авиационное училище, стать лётчиком.
Весной 1968 года был призван в Советскую Армию. Службу проходил в 50-й школе младших авиационных специалистов в городе Виннице. В том же году прошёл специальный отбор, медицинскую комиссию и был переведён для дальнейшей службы в Москву, в Институт космической медицины. Участвовал в испытаниях космического снаряжения, исследованиях влияния различных перегрузок и нештатных ситуаций на организм человека.
После демобилизации в 1970 году поступил на работу штатным испытателем в Институт медико-биологических проблем. Несколько лет участвовал в испытаниях различных полётных программ и специального снаряжения для космонавтов.
Совершил более 200 барокамерных подъёмов на высоту до 40 000 метров, около 150 вращений на центрифуге с перегрузками 10-12 единиц. Участвовал в длительных экспериментах по имитации невесомости. Провёл полный комплекс испытаний орбитальной станции «Мир», пилотируемого спуска с орбиты и безопасного приземления космонавтов. Месяц отработал в камере с содержанием углекислоты 4 %. Евгений Кирюшин с товарищами-испытателями были первопроходцами космоса в самом прямом смысле этого слова. Именно ему всемирно известные советские космонавты не раз говорили: «Спасибо, Женя!».
Указом Президента Российской Федерации от 17 ноября 1997 года за мужество и героизм, проявленные при испытаниях, связанных с освоением космического пространства, Кирюшину Евгению Александровичу было присвоено звание Героя Российской Федерации с вручением медали «Золотая Звезда».
Жил в Москве. Участвовал в общественно-политической жизни. Являлся председателем Совета Ассоциации Героев Российской Федерации, Героев Советского Союза и Героев Социалистического Труда. Был одним из организаторов и первым директором Музея Героев Советского Союза, Героев Российской Федерации и полных кавалеров ордена Славы.
Умер 6 ноября 2018 года на 70-м году жизни. Похоронен на Хованском кладбище.